# Burg Les Étangs (Bossée)

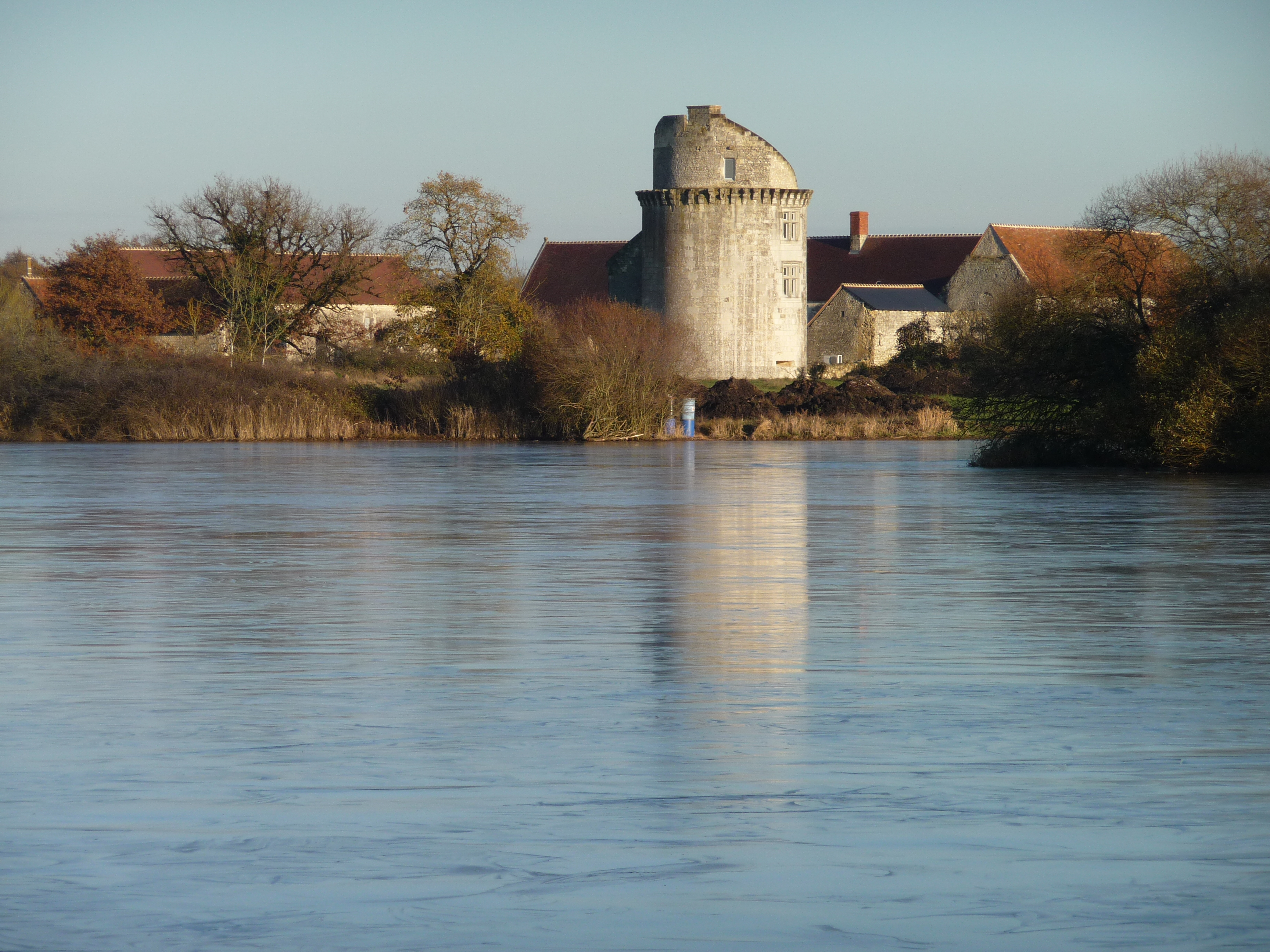
Die Burg, vom Étang du Milieu aus gesehen

Die ehemalige Burg Les Étangs ist eine Burgruine in Bossée im französischen Département Indre-et-Loire. Sie wurde 1949 als Monument historique in die französische Denkmalliste aufgenommen.

## Geschichte
Die im 15. Jahrhundert auf Befehl des Abtes Jean du Puy errichtete Festung wurde 1707 geschleift, dann in einen Bauernhof umgewandelt und 1791 als Nationalgut verkauft.

## Beschreibung
Die Festung war von einem Wassergraben umgeben, der nur schwach von den namensgebenden Teichen im Südwesten (Les Étangs = „die Teiche“) gespeist wurde, und bestand aus Gebäuden, die sich um einen quadratischen Hof gruppierten.
Das alte Eingangstor im Osten wurde durch einen breiten, gewölbten Korridor verlängert, der auf beiden Seiten von je einem schrägen, abgerundeten Turm flankiert wurde. Über den Graben führte eine doppelte Zugbrücke, die das Fußgänger- und Fuhrwerkstor schützte. Die drei Kettenschlitze sind im Mauerwerk erhalten.
Die Außenmauern der Scheunen im Hof sind mit Schießscharten versehen. Im Süden ist im Giebel eines Gebäudes die Spur eines großen Spitzbogens zu erkennen, der wahrscheinlich von der Kapelle übrig geblieben ist.

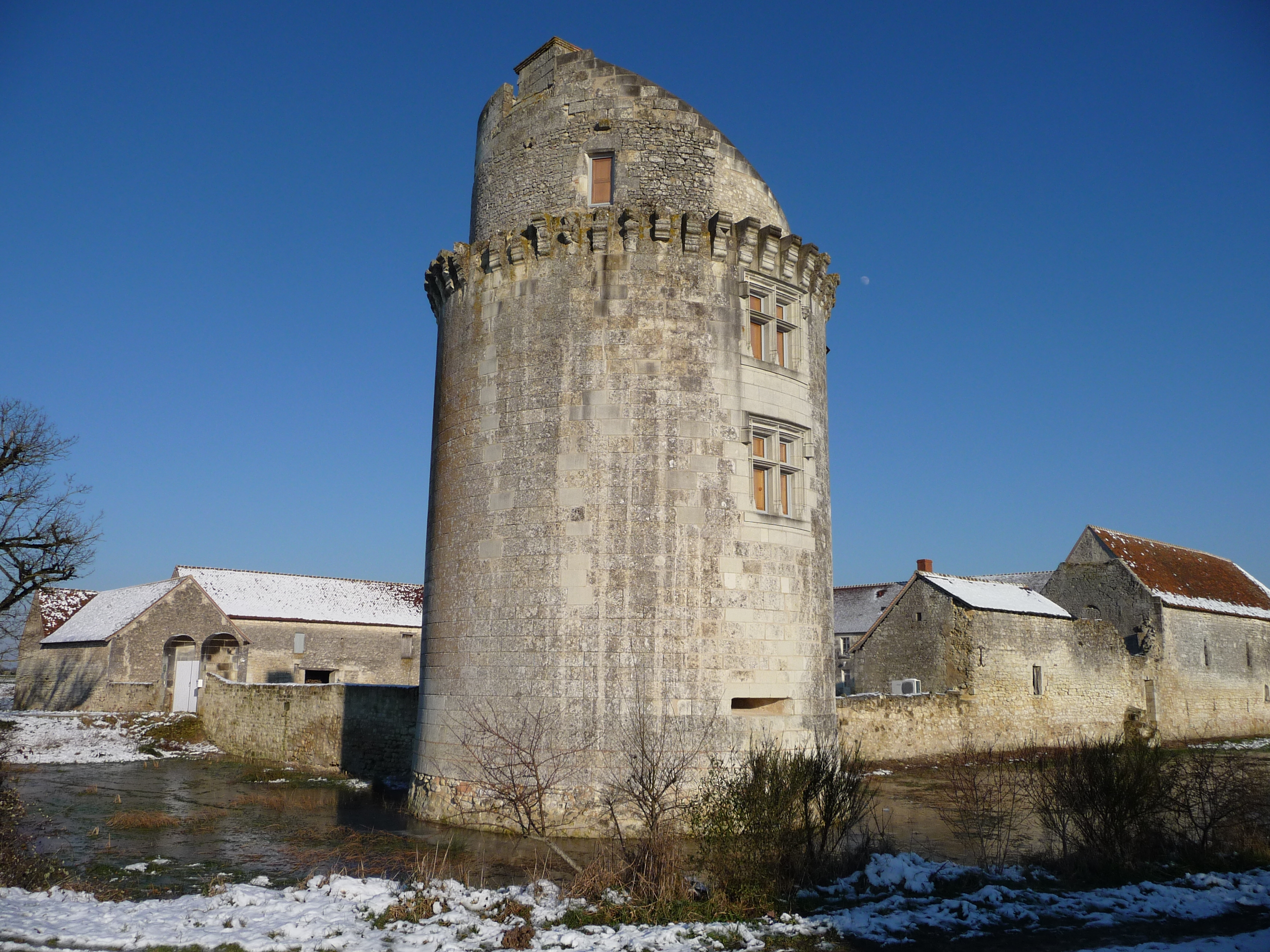
Donjon

Vor allem im Südwesten ist der mächtige Eckturm erhalten, ein zylindrischer Donjon mit Schießscharten. Der Turm besteht aus schönen, sorgfältig bearbeiteten Quadersteinen und endet mit einer Reihe von Kragsteinen, die die Maschikulis trugen. Der obere Teil des Turms wurde bei der Schleifung der Festung schräg abgetragen, das Dach ist vor einigen Jahren eingestürzt. Im Obergeschoss, das durch ein Sprossenfenster in sehr schlechtem Zustand erhellt wird, befindet sich ein originaler Kamin. An der angrenzenden Westmauer, von der nur noch wenige Meter erhalten sind, ist die Stelle eines sorgfältig gearbeiteten Fensters zu erkennen.